# 삼한통보
삼한통보(三韓通寶)는 1102년(숙종 7년)에 주전도감에서 만들어진 동전이다. 모양은 둥글고 가운데 정사각형 구멍이 뚫렸으며 상하좌우에 각기 한 자씩 삼한통보라는 글씨가 새겨져 있었다. 통용은 잘 이루어지지 않아 농민들은 여전히 미곡, 삼베 등을 화폐처럼 썼다. 결국 예종 때에 통용이 중지되었다.

## 같이 보기
- 건원중보
- 고려의 화폐